# 5 май
5 май е 125-ият ден в годината според григорианския календар (126-и през високосна година). Остават 240 дни до края на годината.

## Събития
- 1260 г. – Хубилай става хан на Монголската империя.
- 1835 г. – В Белгия, между Брюксел и Мехелен, е открита първата европейска железопътна линия.
- 1873 г. – Дания и Швеция сключват Скандинавски паричен съюз.
- 1876 г. – При потушаването на Априлското въстание е извършено Баташкото клане.
- 1876 г. – Издаден е първи брой на вестник „Нова България“
- 1891 г. – Концертната зала Карнеги Хол в Ню Йорк, построена от филантропа Андрю Карнеги, официално е открита с концерт, дирижиран от руския композитор Пьотър Чайковски.
- 1893 г. – Срив на Нюйоркската фондова борса дава началото на икономическа рецесия в САЩ.
- 1921 г. – Коко Шанел представя легендарния парфюм Chanel No. 5.
- 1925 г. – Със закон в България са създадени първите държавни трудови борси и са предвидени временни компенсации при безработица.
- 1930 г. – Ейми Джонсън е първата жена, която започва полет със самолет от Англия до Австралия сама.
- 1935 г. – Италия напада Етиопия, завладява столицата Адис Абеба и разширява колонията си в Източна Африка.
- 1945 г. – Втората световна война: Американските войски освобождават концентрационния лагер Матхаузен в Австрия.
- 1945 г. – Йемен става държава членка на Арабската лига.

- 1948 г. – Създаден е ПФК ЦСКА (София).
- 1949 г. – В Лондон е създаден Съвета на Европа и датата се чества неофициално като Ден на Европа.
- 1955 г. – Западна Германия става независима държава, след като Съюзническата мисия се саморазпуска.
- 1961 г. – Програма Мъркюри: САЩ изстрелва първия си пилотиран космически кораб, който извършва суборбитален космически полет с продължителност 15 мин., а астронавтът Алън Шепърд става първият американец пътувал в Космоса.
- 1967 г. – Великобритания изстрелва първия си спътник – Ариел 3.
- 1981 г. – Играе се финал за Националната купа по футбол, Ботев Пловдив - Пирин 1:0
- 1992 г. – С декларация на Народното събрание България признава задължителната юрисдикция на Международния съд в Хага.
- 1992 г. – Кримският парламент обявява независимостта на Крим и с проведения през август референдум потвърждава този статут.
- 1997 г. – България се присъединява към оръжейното ембарго над Югославия, наложено от Организацията на обединените нации, заради Косовската война.
- 2000 г. – 58-годишният Ахмед Сезер, дотогавашен ръководител на Турския конституционен съд, е избран за десети президент на Турция.
- 2005 г. – Тони Блеър става първият премиер на Лейбъристката партия, спечелил трети последователен мандат.
- 2007 г. – Самолетът при полет 570 на „Кения Еъруейс“ се разбива след излитане от международното летището „Дуала“, Камерун и убива всички 114 на борда, което го прави най-смъртоносната самолетна катастрофа в Камерун.
- 2019 г. – Самолетът при полет 1492 на „Аерофлот“ се разбива и избухва в пламъци на международното летище „Шереметиево“, Москва и убива 41 от 78-те души на борда.

## Родени
- 1210 г. – Алфонсо III, крал на Португалия († 1279 г.)
- 1479 г. – Амар Дас, трети сингхски гуру († 1574 г.)
- 1747 г. – Леополд II, император на Свещената римска империя († 1792 г.)
- 1813 г. – Сьорен Киркегор, датски теолог и философ († 1855 г.)
- 1818 г. – Карл Маркс, германски философ и икономист († 1883 г.)
- 1820 г. – Сергей Соловьов, руски историк († 1879 г.)
- 1826 г. – Евгения, императрица на Франция († 1920 г.)
- 1833 г. – Фердинанд фон Рихтхофен, германски географ († 1905 г.)
- 1834 г. – Виктор Гартман, руски художник и архитект († 1873 г.)
- 1840 г. – Йосиф I, български екзарх († 1915 г.)
- 1846 г. – Хенрик Сенкевич, полски писател, Нобелов лауреат през 1905 г. († 1916 г.)
- 1878 г. – Алберт Сониксен, американски журналист († 1931 г.)
- 1880 г. – Сотир Маринков, български военен деец († ? г.)
- 1883 г. – Арчибалд Уейвъл, британски офицер († 1950 г.)
- 1886 г. – Георги Дамянов Йотов, български политик, деец на БЗНС († 1923 г.)
- 1889 г. – Макс Фремерай, германски офицер († 1968 г.)
- 1896 г. – Лилиан Ротер, унгарски психоаналитик († 1981 г.)
- 1898 г. – Крум Лекарски, български военен и спортен деец († 1981 г.)
- 1902 г. – Димитър Стоевски, български писател и преводач († 1981 г.)
- 1906 г. – Банчо Банчевски, български оперен певец (баритон) († 1988 г.)
- 1908 г. – Курт Бьоме, германски оперен певец (бас) († 1989 г.)
- 1911 г. – Андор Лилиентал, унгарско-съветски шахматист († 2010 г.)
- 1919 г. – Георгиос Пападопулос, гръцки диктатор († 1999 г.)
- 1919 г. – Руслан Райчев, български диригент († 2006 г.)
- 1920 г. – Боро Андов, македонски поет († 1983 г.)
- 1921 г. – Артър Шолоу, американски физик, Нобелов лауреат през 1981 г. († 1999 г.)
- 1923 г. – Михаил Егоров, съветски сержант († 1975 г.)
- 1923 г. – Николай Сутягин, съветски летец († 1986 г.)
- 1923 г. – Сергей Ахромеев, съветски маршал († 1991 г.)
- 1927 г. – Крум Монев, български революционер († 2001 г.)
- 1931 г. – Георги Белички, български инженер и политик († 2016 г.)
- 1937 г. – Джони Тейлър, американски поп певец († 2000 г.)
- 1940 г. – Ланс Хенриксен, американски актьор
- 1943 г. – Майкъл Пейлин, британски актьор
- 1944 г. – Джон Рис-Дейвис, британски актьор
- 1944 г. – Жан-Пиер Лео, френски актьор
- 1944 г. – Роман Джинджихашвили, американски шахматист от грузински произход
- 1948 г. – Бил Уорд, британски музикант (Black Sabbath)
- 1949 г. – Олег Атков, руски лекар и космонавт
- 1950 г. – проф. Димитър М. Иванов, икономист, международен финансов консултант
- 1956 г. – Боян Саръев, български духовник и родолюбец († 2023 г.)
- 1963 г. – Джеймс Лабри, американски музикант
- 1966 г. – Сергей Станишев, български политик, министър-председател на България
- 1968 г. – Бобан Бабунски, македонски футболист
- 1972 г. – Николай Младенов, български политик
- 1975 г. – Юлиан Ангелов, български политик
- 1976 г. – Хуан Пабло Сорин, аржентински футболист
- 1977 г. – Георги Димитров Костов, български режисьор
- 1977 г. – Димитър Телкийски, български футболист
- 1979 г. – Наталия Жукова, украинска шахматистка
- 1980 г. – Абдулкарим Киси, марокански футболист
- 1980 г. – Йоси Бенаюн, израелски футболист
- 1980 г. – Родолфо Лима, футболист от Кабо Верде
- 1981 г. – Крейг Дейвид, британски поп певец
- 1982 г. – Салим Салимов, български боксьор
- 1984 г. – Александер Лаас, германски футболист
- 1988 г. – Адел, британска поп певица и текстописец
- 1989 г. – Крис Браун, американски поп певец и танцьор

## Починали
- 1028 г. – Алфонсо V
- 1194 г. – Казимир II, крал на Полша (* 1138 г.)
- 1705 г. – Леополд I, император на Свещената римска империя (* 1640 г.)
- 1808 г. – Петър Ичко, сръбски дипломат (* ок. 1775 г.)
- 1808 г. – Пиер Жан Жорж Кабанис, френски философ (* 1787 г.)
- 1821 г. – Наполеон I, император на Франция (* 1769 г.)
- 1837 г. – Николо Дзингарели, италиански композитор (* 1752 г.)
- 1859 г. – Петер Густав Льожон Дирихле, германски математик (* 1805 г.)
- 1900 г. – Иван Айвазовски, руски художник (* 1817 г.)
- 1905 г. – Стефан Димитров, български революционер (* 1876 г.)
- 1907 г. – Димко Кочовски, български революционер (* ? г.)
- 1909 г. – Иван Тенчев, български революционер (* 1975 г.)
- 1928 г. – Вичо Диков, български военен деец (* 1861 г.)
- 1928 г. – Георги Данаилов, български просветен деец (* 1877 г.)
- 1930 г. – Иван Каранджулов, български юрист (* 1856 г.)
- 1945 г. – Рене Лалик, френски бижутер и дизайнер (* 1860 г.)
- 1952 г. – Алберто Савинио, италиански художник (* 1891 г.)
- 1955 г. – Виктор Кафка, австрийски невролог (* 1881 г.)
- 1959 г. – Карлос Сааведра Ламас, аржентински политик, Нобелов лауреат (* 1878 г.)
- 1960 г. – Морис Буве, френски психоаналитик (* 1911 г.)
- 1965 г. – Александър Александров, български революционер (* 1876 г.)
- 1977 г. – Лудвиг Ерхард, германски политик (* 1897 г.)
- 1980 г. – Изабел Бригс Майерс, американски психолог (* 1897 г.)
- 1985 г. – Доналд Бейли, британски инженер (* 1901 г.)
- 1992 г. – Жан-Клод Паскал, френски певец (* 1927 г.)
- 1995 г. – Михаил Ботвиник, руски шахматист (* 1911 г.)
- 2000 г. – Георги Братанов, български писател (* 1944 г.)
- 2010 г. – Джулиета Симионато, италианска певица (* 1910 г.)
- 2010 г. – Умару Ярадуа, нигерийски политик (* 1951 г.)
- 2013 г. – Петър Попйорданов, български актьор (* 1964 г.)
- 2013 г. – Иван Сосков, български математик (* 1954 г.)
- 2013 г. – Сара Кирш, германска поетеса (* 1935 г.)

## Празници
- Международен ден на акушерката (от 1991 г.)
- Ден на протест на хората с увреждания (Отбелязва се от 1992 г. по инициатива на Европейската мрежа за независим живот (ENIL)
- Общност на португалоезичните държави – Ден на лузофоните
- Съвет на Европа – Ден на Европа (неофициален празник по повод създаването на Съвета на Европа, 1949 г.)
- Българска православна църква – Св. мъченица Ирина
- Австрия – Ден на борбата срещу насилието и расизма
- Албания – Ден на мъчениците
- Беларус – Ден на печата
- Гвиана – Ден на индианското наследство
- Дания и Нидерландия – Ден на свободата (1945 г.)
- Етиопия – Ден на патриотите
- Киргистан – Ден на Конституцията
- Мексико и южните щати на САЩ – Ден на победата на мексиканците над французите в битката за Пуебла (народен празник)
- Палау – Ден на възрастните хора
- Полша – Ден на културата, просветата, книгата и пресата
- Русия – Ден на водолазите
- Тайланд – Ден на коронацията (от 1950 г.)
- Хонконг, Макао, Южна Корея и Тайван – Рожден ден на Буда
- Япония и Южна Корея – Ден на децата